# Иоанн I Антиохийский
Иоанн I Антиохийский — Патриарх Антиохийский (429—441), возглавлявший группу умеренных восточных епископов во время несторианского спора.
Известен своим участием в Эфесском соборе, где поддерживал идею оставить Нестория архиепископом. После перешел на сторону Кирилла Александрийского и Прокла Константинопольского. Вел с ними переписку, в которой советовался о том как бороться с остатками несторианства во вверенной ему епархии.

### Известия о жизни и деятельности
Сократ Схоластик пишет об Иоанне Антиохийском следующее "В самом деле, прошло немного времени — и царский указ повелевал епископам отовсюду съезжаться в Эфес. Посему тотчас после праздника Пасхи, Несторий, прибывший туда со множеством народа, уже нашел там собрание многих епископов. Несколько замедлили только Кирилл александрийский, приехавший около Пятидесятницы, и Ювеналий иерусалимский, явившийся в пятый день после Пятидесятницы. Но Иоанн антиохийский медлил еще более, так что бывшие налицо епископы, не дождавшись его, наконец коснулись данного предмета . Сперва бросил несколько слов и завязал дело Кирилл александрийский — с намерением испугать Нестория, которого не любил. Потом, когда уже многие исповедали Христа Богом, Несторий сказал: «а я не могу назвать Богом того, кто был двухмесячным и трехмесячным; посему чист от крови вашей и отныне не приду к вам». Сказав это, он с некоторыми, державшимися его мыслей епископами, начал собираться особо. Таким образом, присутствовавшие разделились на две части. Впрочем, сторона Кирилла, делая заседания, приглашала и Нестория, но он не слушал и свой приход на Собор откладывал до прибытия Иоанна антиохийского. Тогда бывшие на стороне Кирилла 65 , прочитав много раз говоренные Несторием беседы о предмете исследований и по ним заключая, что касательно Сына Божия он постоянно богохульствовал, низложили его. А державшие сторону Нестория, сделав другое, отдельное заседание, низложили Кирилла и вместе с ним эфесского епископа Мемнона. Вскоре после сего приехал на Собор и антиохийский епископ Иоанн. Узнав о происшедшем, Иоанн досадовал на Кирилла, что он был виновником таких смятений и поторопился с низложением Нестория. Поэтому, чтобы отомстить Иоанну, Кирилл вместе с Ювеналием низложил и его. Когда же дела были в таком замешательстве, Несторий, видя что спор доходит до разрыва общения, раскаялся и стал называть Марию Богородицей: «пусть Мария называется и Богородицей, — говорил он, — только бы прекратились эти неприятности». Однако раскаянию Нестория никто не поверил, а потому, низложенный и сосланный в ссылку, он доселе живет в Оазисе . Так-то кончился бывший в то время Собор. Это произошло в консульство Васса и Антиоха, в двадцать восьмой день месяца июня. Между тем, Иоанн возвратился в Антиохию и, собрав многих епископов, низложил Кирилла, когда он прибыл уже в Александрию. Впрочем, вскоре после этого они прекратили вражду и, снова вступив в дружбу, возвратили друг другу престолы "

#### Творения
- Послание к Несторию
- Ἐπιστολαί, Epistolae
- Ἀναφοραί, Relationes
- Ὁμιλία, Homilia
- Περὶ τῶν Μεσαλιανιτῶν, De Messalianis
- Contra eos qui una tantum substantia asscrunt adorandum Christum